# Plasteurhynchium
Plasteurhynchium är ett släkte av bladmossor som beskrevs av M.Fleisch. och Broth.. Plasteurhynchium ingår i familjen Brachytheciaceae.
Släktet innehåller bara arten Plasteurhynchium striatulum.